# Jean-Louis Ska
 (mai 2023).
Si vous disposez d'ouvrages ou d'articles de référence ou si vous connaissez des sites web de qualité traitant du thème abordé ici, merci de compléter l'article en donnant les références utiles à sa vérifiabilité et en les liant à la section « Notes et références ».
Jean-Louis Ska, né le 26 janvier 1946 à Arlon, est un jésuite belge exégète et professeur d'Ancien Testament.

## Biographie
Il étudie la philosophie à Namur (Belgique), puis la théologie à Francfort (Allemagne) et l'exégèse biblique à l'Institut biblique pontifical de Rome où il obtient son doctorat en Écriture Sainte en 1984.
En 1964, il rejoint la Compagnie de Jésus. Il donne des cours sur le Pentateuque à l'Institut biblique depuis 1983.

## Œuvres
- Jean Louis Ska (trad. de l'italien), L'Ancien Testament expliqué à ceux qui n'y comprennent rien ou presque, Montrouge, Bayard, 2012, 255 p. (ISBN 978-2-227-48327-9).
- Le passage de la mer. Étude de la construction, du style et de la symbolique d'Ex 14,1-31, Rome, Biblical Institute Press, coll. « Analecta Biblica » (no 109), 1986, 198 p. (ISBN 978-88-7653-109-5, lire en ligne)
- «Our Fathers Have Told Us». Introduction to the Analysis of Hebrew Narratives, Rome, 1990
- Avec Jean-Pierre Sonnet et André Wénin, L'analyse narrative : des récits de l'ancien testament, Service biblique Évangile et Vie (Cerf), coll. « Cahiers Évangile », 1999, 67 p. (OCLC 49176240)
- Introduction à la lecture du Pentateuque : clés pour l'interprétation des cinq premiers livres de la Bible  (trad. Fréderic Vermorel), Bruxelles, Lessius, coll. « Le livre et le rouleau » (no 5), 2000, 391 p. (ISBN 978-2-87299-081-8)[2]
- L'argile, la danse et le jardin : essais d'anthropologie biblique  (trad. Bernadette Escaffre), Bruxelles, Lumen vitae, coll. « Connaître la Bible » (no 27), 2002, 77 p. (ISBN 978-2-87324-173-5)
- La strada e la casa. Itinerari biblici, Edizioni Dehoniane Bologna, 2001
- Les énigmes du passé : histoire d'Israël et récit biblique, Bruxelles, Lessius, coll. « Le livre et le rouleau » (no 14), 2001, 144 p. (ISBN 978-2-87299-113-6)
- Abraham et ses hôtes : le patriarche et les croyants au Dieu unique, Bruxelles, Lessius, coll. « L'Autre et les autres » (no 3), 2002, 151 p. (ISBN 978-2-87299-121-1)
- La parola di Dio nei racconti degli uomini, Cittadella, Assisi, 2003
- Cose nuove e cose antiche (Mt 13,52). Pagine scelte del Vangelo di Matteo, Edizioni Dehoniane Bologna, 2004
- Il libro sigillato e il libro aperto, Edizioni Dehoniane Bologna, 2005
- I volti insoliti di Dio. Meditazioni bibliche, Edizioni Dehoniane Bologna, 2006
- Il Deuteronomio - Parola Spirito e Vita. Convegno di Camaldoli 2004, Edizioni Compostellane, 2008

- Lessico ragionato dell'esegesi biblica. Le parole, gli approcci, gli autori, con Aletti Jean-Noël, Gilbert Maurice, Queriniana, Brescia, 2006
- Una goccia d'inchiostro. Finestre sul panorama biblico, Edizioni Dehoniane Bologna, 2008
- The Exegesis of the Pentateuch: Exegetical Studies and Basic Questions, Tübingen, Mohr Siebeck, 2009[3].
- Le Livre scellé et le Livre ouvert. Comment lire la Bible aujourd’hui ?, traduit de l’italien par Viviane Dutaut, Bayard, 2011[4]